# Джордж П. Буш
Джордж Прескот Буш (на английски: George Prescott Bush) е американски политик от Републиканската партия, който служи като изпълнителен директор на агенцията за поземлена служба за щата Тексас.

## Биография
Роден е на 24 април 1976 г. в Хюстън, Тексас. Завършил е Тексаския университет. От 2015 г. е изпълнителен директор на агенцията за поземлена служба за щата Тексас.
Той е син на бившия губернатор на щата Флорида Джеб Буш, най-голям внук на 41-вия президент на САЩ Джордж Буш-старши и племенник на 43-тия президент на САЩ Джордж Буш-младши. Потомък е по линия на баба си Барбара на 14-ия президент на САЩ Франклин Пиърс, както е и правнук на американския сенатор от щата Кънектикът Прескот Буш.
Освен английски и немски произход, той има от страна на майка си Колумба Буш и испански и мексикански произход.
Женен е има две деца.